# Plaine de l'Arcahaie
Plaine de l'Arcahaie är en slätt i Haiti.   Den ligger i departementet Ouest, i den centrala delen av landet, 28 km norr om huvudstaden Port-au-Prince.